# Corinna Cortes
Pour les articles homonymes, voir Cortes.
Corinna Cortes (née le 31 mars 1961) est une informaticienne danoise et américaine, connue pour ses contributions à l'apprentissage automatique. Elle est directrice de Google Research à New York et est récipiendaire du prix Paris-Kanellakis pour ses travaux sur les fondements théoriques des machines à vecteurs de support.  

## Biographie
Corinna Cortes naît en 1961 au Danemark. Elle obtient une maîtrise en physique à l'Institut Niels Bohr de l'université de Copenhague en 1989. La même année, elle a rejoint AT&T Labs (en) en tant que chercheuse et y est restée pendant une dizaine d'années. Elle obtient un doctorat en informatique de l'université de Rochester en 1993, avec une thèse intitulée Prediction of generalization ability in learning machines, sous la direction de Randal C. Nelson. 
Elle est directrice de Google Research à New York, et membre du comité de rédaction de la revue Machine Learning.  

## Activités de recherche
Les recherches de Cortes concernent principalement l'apprentissage automatique, notamment les machines à vecteurs de support et l'exploration de données. En 2008, elle a conjointement avec Vladimir Vapnik reçu le prix Paris-Kanellakis pour la théorie et la pratique pour le développement d'un algorithme hautement efficace pour l'apprentissage supervisé connu sous le nom de machines à vecteurs de support (SVM). Aujourd'hui, SVM est l'un des algorithmes les plus fréquemment utilisés dans l'apprentissage automatique, qui est utilisé dans de nombreuses applications pratiques, y compris le diagnostic médical et les prévisions météorologiques.
Elle est professeure auxiliaire à l'université de Copenhague de 2011 à 2014. En 2014, elle est nommée ancienne élève honorifique du département informatique de l'université de Copenhague (DIKU). Par ailleurs, elle est nommée membre du conseil d'administration du Fonds d'innovation national danois par le ministre de l'Éducation et de la recherche, pour un mandat de trois ans qui prend effet le 1er janvier 2015.

## Vie privée
Corinna Cortes a deux enfants et est également une coureuse de compétition en marathon. Elle participe régulièrement au marathon de New York et s'est qualifiée pour le marathon de Boston,.